# چیکیزا
چیکیزا (انگلیسی: Chíquiza) نام یک منطقه مسکونی در کلمبیا است.